# Musée de la porte de Mascate
Le Musée de la porte de Mascate (Muscat Gate Museum) est un musée du Sultanat d'Oman situé à Mascate, sur la corniche de Matrah. Il retrace l'histoire d'Oman depuis le Néolithique jusqu'à nos jours.

## Histoire
En 1995, dans le cadre des célébrations marquant le 25e anniversaire de l'accession au trône du sultan Qabus, une nouvelle porte en pierre fut construite à l'ouest de Mascate, s'inspirant des anciennes portes — toujours présentes — qui commandaient autrefois l'entrée de la ville, telles que Bab al-Kabir (« la grande porte »),  Bab as-Saghir (« la petite porte ») ou Bab al-Matha'ib. Elle enjambe de ses deux arches ogivales un important axe routier à quatre-voies, l'avenue Al-Bahri. Un passage pour piétons est aménagé de chaque côté.
Le musée a ouvert ses portes dans la partie supérieure de l'édifice en janvier 2001.

## Collections
La muséographie met l'accent sur les sources, les anciens puits, le système d'irrigation (falaj), les souks, les maisons, les mosquées, les ports et les forts.